# 龍造寺周家
龍造寺周家（1504年－1545年3月7日）是日本戰國時代的武將。龍造寺氏一族。父親是龍造寺家純。
龍造寺氏庶流水江龍造寺氏出身。

## 經歷
在永正元年（1504年）出生。成為叔父龍造寺家門的養子，被認為是水江龍造寺家的當主。天文14年（1545年），與實父家純、養父家門、實弟純家、賴純、義弟家泰等多數一門眾一同被肅清。
一說是與實父一同被馬場賴周殺死。另一説是與實父一同戰敗並逃走後，在以使者身份前往向主君少弐氏謝罪時被殺害。

## 外部連結
- 武家家伝＿竜造寺氏 （页面存档备份，存于）